# Fogaina

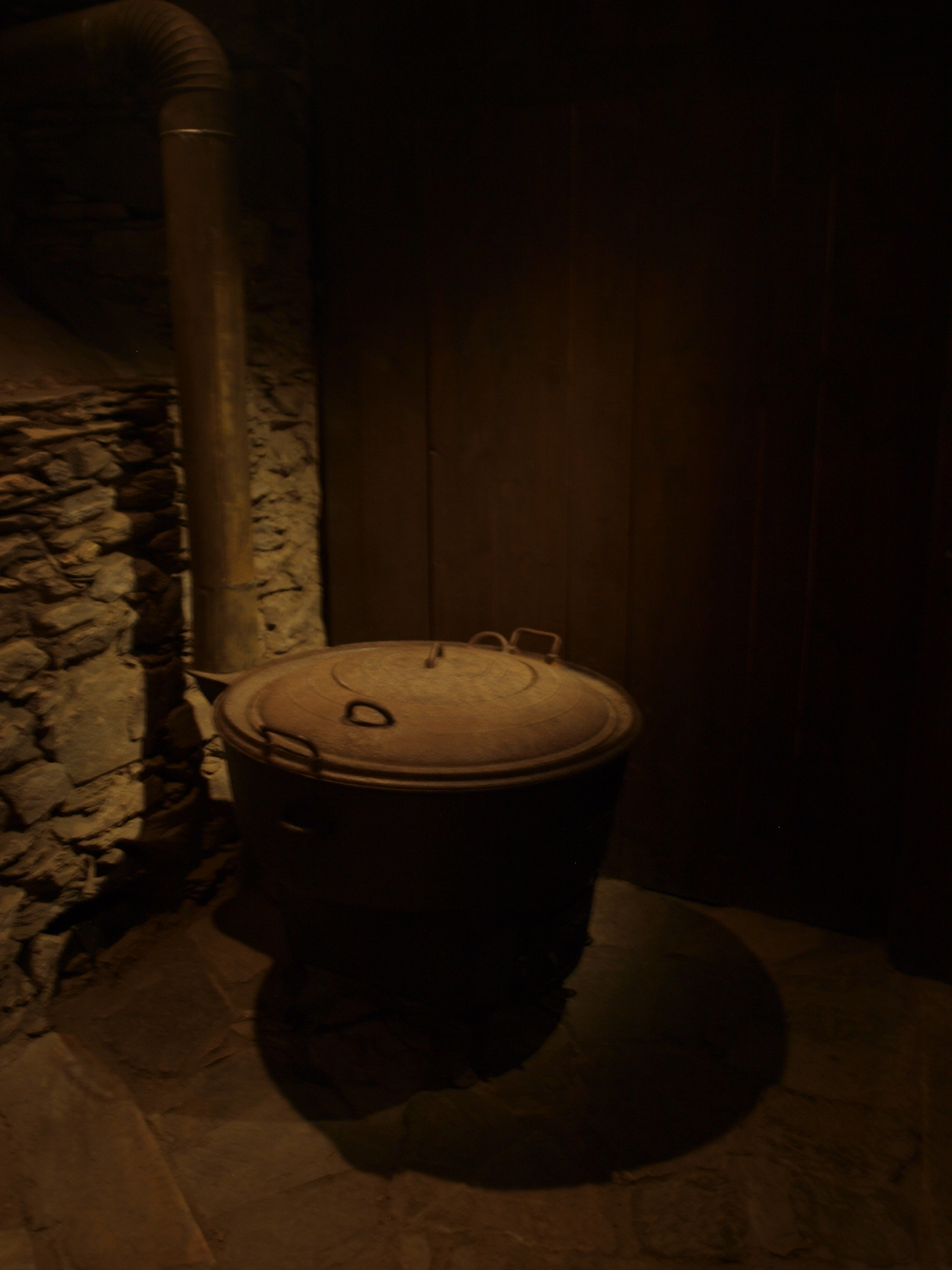

Una fogaina és un recipient de ferro colat amb tapa en forma d'olla, on hom hi posa a escalfar aigua tant per rentar la roba (amb cendra) com per bullir les restes de vegetals o cereals que s'empraven per alimentar el bestiar (porcí o aviar). També equival a fogar, especialment si és sense engraellat.